# Constant Gosselin
Pour les articles homonymes, voir Gosselin.
Constant Gosselin (1800-1872) est un maçon et missionnaire protestant français envoyé en 1832 au Lesotho par la Société des missions évangéliques de Paris avec deux pasteurs missionnaires, Eugène Casalis et Thomas Arbousset.

## Biographie

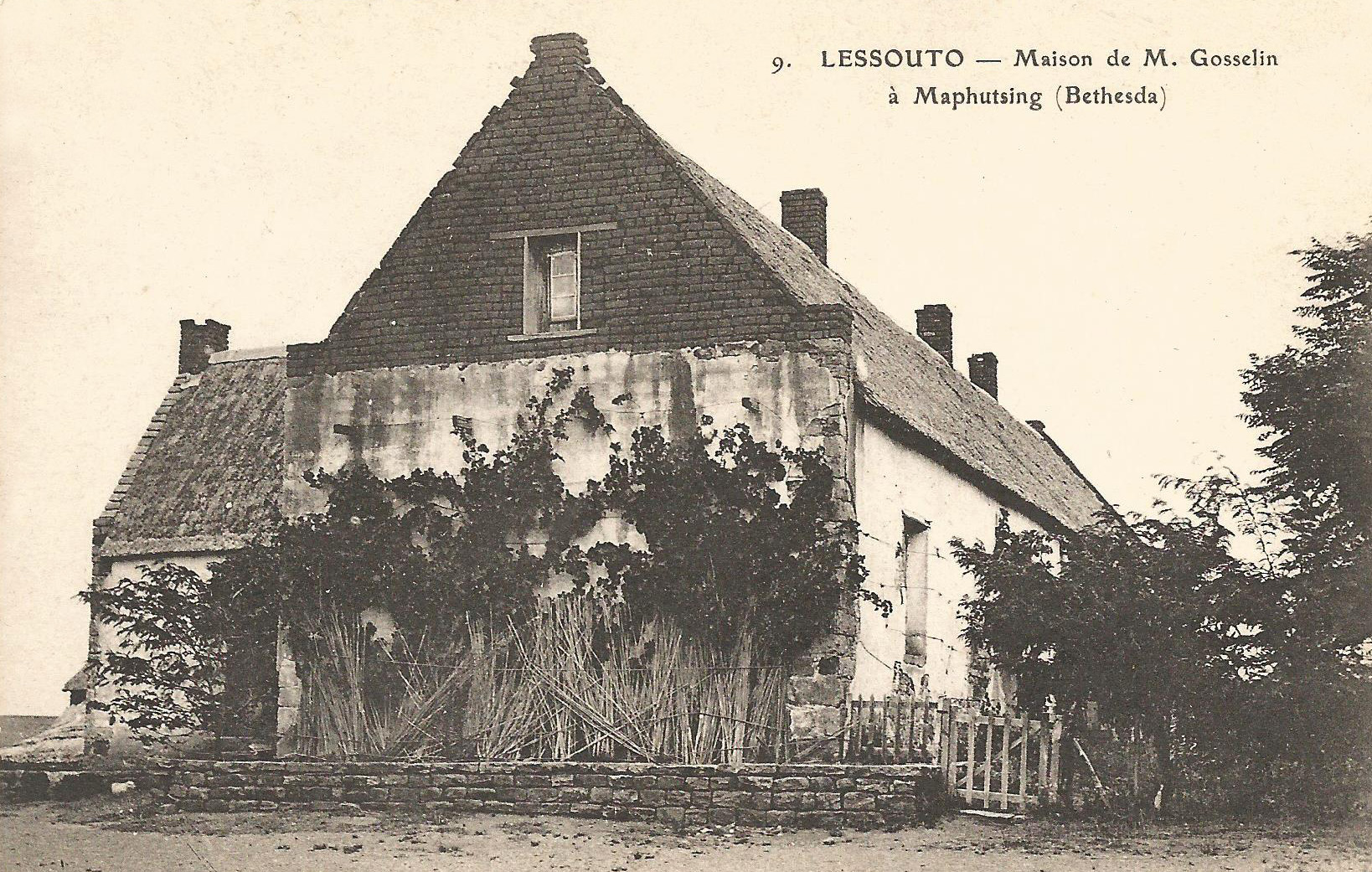
Maison de C. Gosselin à Maphutsing (Bethesda, Lesotho).

Constant Gosselin est né à  Marieux (Somme) dans une famille catholique puis il se convertit au protestantisme après la lecture du Nouveau Testament.
Il n’a pas de mission pastorale mais d’aide et d’assistance, en tant qu’ « aide-missionnaire », ou « missionnaire-artisan », titre que lui donne la société des missions. Il est maçon et charpentier de formation et a aussi travaillé dans des fabriques de tuiles et de poteries.
Constant Gosselin est resté pendant quarante ans en Afrique sans revenir en France. Il est mort sur la station missionnaire de Béthesda (Lesotho) en 1872.